# Mkdir
mkdir（make directory，创建目录）命令在Unix、DOS、OS/2和Microsoft Windows操作系统以及PHP脚本语言中用于创建一个目录。DOS、OS/2和Windows中，这条指令常被简写用作md。

## 用法
一般用法如下：
```
mkdir
 
name_of_directory

```

name_of_directory是将被创建的目录名。如上所示输入后，会在当前目录下创建新目录。

### 选项
在类Unix操作系统中，mkdir提供参数。最常用的三个参数为：
- -p: 以路径名格式指定目录名，如果路径名中的目录不存在，便会新建一个。
- -v：显示mkdir创建的每个目录。通常与-p配合使用。
- -m：指定目录的文件权限。